# New Wild order
new Wild order (新しいワイルド順/new wairudo ôrdər), é um Grupo de wrestling profissional Grupo na Wrestle-1. Formado por Manabu Soya e Akira em novembro de 2014, os new Wild Order são um dos grupos bons da Wrestle-1, Soya e Kasai derrotaram Kaz Hayashi e Shuji Kondo pelos Wrestle-1 Tag Team Championship quando o resto do grupo lutaram pelos Wrestle-1 Tag Team Championship.Eles têm começou a rixas com grupos como os Real Desperado, o que levou ao ser um grupo ser retratado de uma forma mais simpática.Eles perderam os Wrestle-1 Tag Team Champions para os TriggeR (Masayuki Kono e Shuji Kondo).E o Manabu Soya perdeu o Wrestle-1 Champion para o Yuji Hino.

## História

### Wrestle-1
Em 2014, Soya entrou em uma storyline, onde começou a acusar Akira de ser um espião para o grupo malvado Desperado.No entanto, em 1 de Novembro, depois de ter sido revelado que Soya tinha estado errado e que Tajiri tinha sido o espião. Em 1 de novembro de Soya e Akira formaram uma equipa uma nova versão de Get Wild, mais tarde chamado de "new Wild order". Mais tarde, naquele mesmo mês, os new Wild order participaram na Primeira Tag League Greatest , definido para determinar os primeiros Wrestle-1 Tag Team Championship, onde eles terminaram o seu bloco em segundo lugar com um recorde de duas vitórias, um empate e uma derrota, avançando para as semifinais. Em 30 de novembro, os new Wild order derrotaram os Desperado (Masayuki Kono e Tajiri) para avançar para as finais do torneio, onde, mais tarde naquele mesmo dia, eles foram derrotados pela Team 246 Kaz Hayashi e Shuji Kondo. Mais tarde, naquele mesmo mês, após o torneio, Wrestle-1 fez rapidamente outro combate entre as duas equipes finalistas, mas Soya e Akira foram novamente derrotados em 7 de dezembro Em 30 de janeiro de 2015, Soya recebeu a sua primeira opurtunidade pelo Wrestle 1-Championship, mas foi derrotado pelo atual campeão, Keiji Mutoh. Em 1 de abril, os new Wild Order receberam outra opurtunidade pelos Wrestle-1 Tag Team Champions, mas foram derrotados pela terceira vez por Hayashi e Kondo.Depois da derrota, Soya e Akira anunciou que eles estavam a procurar novos membros para juntar-se aos new Wild order. Isto levou a um combate de avaliação em 18 de junho, após o qual Jun Kasai e o estreante Kumagoro foram aceites como o terceiro e quarto membros dos new Wild order, transformando a equipa para um grupo. Em 12 de julho, Soya e Kasai derrotaram Hayashi e Kondo para finalmente ganhar os Wrestle-1 Tag Team Champions. Em 2 de agosto de 2015 Akira foi derrotado por Kaz Hayashi na primeira rodada da Wrestle-1 Grand Prix, mas na segunda rodada Manabu Soya derrotou Ryota Hama e avançou para os quartos de finais.Em 8 de agosto Manabu Soya derrotou o Shotaro Ashino e avançou para as semi finais. Em 30 de agosto de 2015 Soya derrotou Jiro Kuroshio e avançou para as finais da Wrestle-1 Grand Prix e derrotou Shuji Kondo nas finais para ganhar a Wrestle-1 Grand Prix e também desafiou o Kai pelo Wrestle-1 Championship.Em 21 de setembro de 2015 Manabu Soya derrotou o Kai pelo Wrestle-1 Championship. Em 9 de outubro de 2015 Manabu Soya e Sugichan perderam para Keiji Mutoh e o Kannazuki e não conseguiram capturar os vagos F-1 Tag Team Championship, mais tarde naquela noite Jun Kasai, Akira e Kumagoro perderam contra os Jackets (Jiro Kuroshio, Seiki Yoshioka e Yasufumi Nakanoue) e não conseguem capturar a vagos UWA World Trios Championship. Em 24 de outubro Kumagoro derrotou Shota e mais tarde naquela noite, Manabu Soya e o Akira derrotaram o Ryota Hama e o Hiroshi Yamato após o combate Soya e Akira foram atacados nos bastidores pelos TriggeR (Shotaro Ashino e o Hiroki Murase) , mas o Kaz Hayashi salvou-os.Em 31 de outubro de 2015 Akira e o Kumagoro com Kaz Hayashi perderam contra os TriggeR (Masayuki Kono, Shuji Kondo & Shotaro Ashino), mais tarde naquela noite Manabu Soya derrotou Ryota Hama para ,manter o Wrestle-1 Championship e eles tentaram recrutar Daiki Inaba, mas ele não quis e saiu di ringue.Em 3 de novembro Jun Kasai e o Manabu Soya derrotaram o Shotaro Ashino & Hiroki Murase para manter os Wrestle-1 Tag Team Championship.Em 27 de novembro de Soya e Kasai perderam os Wrestle-1 Tag Team Champions pelos TriggeR (Masayuki Kono e Shuji Kondo) e o Masayuki Kono desafiou Soya pelo Wrestle-1 Champion em 24 de dezembro Soya derrotou Kono pelo Wrestle-1 Championship e o Yuji Hino desafiou-o pelo Wrestle-1 Championship.Em 10 de janeiro de 2016, Soya perdeu o Wrestle-1 Championship para Yuji Hino.Em 10 de fevereiro Akira e Kumagoro e Soya desafiaram o Kaz Hayashi e o Minoru Tanaka e Tajiri pelos UWA World Trios Champions.Em 27 de fevereiro Soya, Akira e Kumagoro perderam para o Kaz Hayashi e o Minoru Tanaka e o Tajiri e eles não conseguiram capturar os UWA World Trios Champions.Em 6 de março Soya e Kasai desafio os Real Desperado (Yuji Hino e o Kazma Sakamoto) pelos Wrestle-1 Tag Team Champions.

## Membros

### Atuais
| Membros             | Tempo                            |
| ------------------- | -------------------------------- |
| Manabu Soya (lider) | 1 de novembro de 2014 – presente |
| Akira               | 1 de novembro de 2014 – presente |
| Kumagoro            | 18 de junho de 2015 – presente   |
| Jun Kasai           | 18 de junho de 2015 – presente   |

Associados
| Nome     | Aparecimento         |
| -------- | -------------------- |
| Sugichan | 9 de outubro de 2015 |

## No wrestling
- Movimentos de finalização do Akira
  - Growing Up (STF revertido para pin)
  - Musasabi Press (Diving splash)
  - Old Boy (STF / combinação Abdominal stretch)
  - STF - Adoptou do Masahiro Chono
- Movimentos de finalização do Manabu Soya
  - Perfect Death Valley Bomb (Death Valley driver)
  - Power Booster (Leg hook belly-to-back suplex)
  - Wild Bomber (Crooked arm lariat)[1]
- Movimentos de finalização do Jun Kasai
  - Pearl Harbor Splash (Diving splash, por vezes nas lâmpadas fluorescentes, com o teatro)
  - Sudden Impact (High-angle implant DDT)
- Movimentos de finalização do Kumagoro's 
  - Kumagoro Bomb

## Titulos e Prémios
- Wrestle-1
  - Wrestle-1 Championship (1 vez) – Soya
  - Wrestle-1 Tag Team Championship (1 vez) – Soya e Kasai (1)
  - Wrestle-1 Grand Prix – Soya

## Ligações Externas
- http://keepingthespiritalive.tumblr.com/post/122157412310/w-1-news-new-wild-order-held-a-press
- http://www.nicovideo.jp/watch/1437554130